# Tomasz Zakrzewski
Tomasz Zakrzewski (ur. 7 lutego 1975 w Mikołajkach) – żeglarz, żeglarz lodowy, mistrz świata. 
Obecnie zamieszkuje w Gdańsku. Od samego początku członek Mazurskiego Klubu Żeglarskiego w Mikołajkach. Złoty medalista mistrzostw Polski wszystkich kategorii wiekowych w bojerowej klasie "DN". 
Sekretarz Stowarzyszenia Flota Polska DN w latach 2004-2005, obecnie członek zarządu SFPDN oraz administrator strony www.bojery.pl, zrzeszającej polską społeczność bojerową.

## Wyniki

### Mistrzostwa Świata
| Rok  | Medal | Kraj              | Miejsce      | Startujących |
| ---- | ----- | ----------------- | ------------ | ------------ |
| 2008 | 6     | Czechy            | Lipno        | 143          |
| 2009 | 6     | Stany Zjednoczone | Torch Lake   |              |
| 2012 | Złoto | Szwecja           | Arsunda      |              |
| 2013 | Złoto | Stany Zjednoczone | Lake City    |              |
| 2014 | Brąz  | Estonia           | Haapsalu     | 158          |
| 2019 | Brąz  | Stany Zjednoczone | Indiana Lake | 110          |

### Mistrzostwa Europy
| Rok  | Medal  | Kraj     | Miejsce                          | Startujących |
| ---- | ------ | -------- | -------------------------------- | ------------ |
| 2007 | 5      | Estonia  | Hapsaalu                         | 142          |
| 2008 | 5      | Czechy   | Lipno                            |              |
| 2009 | 4      | Rosja    | Sankt Petersburg                 |              |
| 2013 | srebro | Polska   | jeziora: Niegocin, Siemianowskie | 135          |
| 2019 | srebro | Polska   | jezioro Śniardwy                 | 143          |
| 2021 | srebro | Norwegia | jeziorze Storsjoen               | 55           |
| 2023 | złoto  | Liwa     | jezioro Kertuojai                | 86           |

### Mistrzostwa Ameryki Północnej
| Rok  | Medal | Kraj              | Miejsce         | Startujących |
| ---- | ----- | ----------------- | --------------- | ------------ |
| 2009 | 5.    | Stany Zjednoczone | Green Bay       |              |
| 2019 | Brąz  | Stany Zjednoczone | jezioro Wawasee | 93           |

### Międzynarodowe Mistrzostwa Polski
| Rok  | Medal | Kraj   | Miejsce                | Startujących |
| ---- | ----- | ------ | ---------------------- | ------------ |
| 2008 | Brąz  | Polska | jezioro Siemianówka    | 50           |
| 2009 | Złoto | Polska | jezioro Święcajty      |              |
| 2013 | Złoto | Polska | jezioro Zegrzyńskie    |              |
| 2019 | Brąz  | Polska | jezioro Zegrzyńskie    | 61           |
| 2020 | Złoto | Polska | Zalew Wiślany          | 59           |
| 2021 | Złoto | Polska | jezioro Rekyvos, Litwa | 52           |

## Najważniejsze wyniki juniorskie
- 2. miejsce mistrzostwa Europy juniorów w klasie DN, Kowno, 1996
- 2. miejsce mistrzostwa Polski juniorów w klasie DN, 1996
- 3. miejsce mistrzostwa Europy juniorów w klasie DN, 1994
- 1. miejsce mistrzostwa Europy juniorów w klasie DN, Estonia, 1993
- 1. miejsce mistrzostwa Polski juniorów w klasie DN, 1993
- 3. miejsce mistrzostwa Polski juniorów w klasie DN, 1992
- 1. miejsce mistrzostwa Polski juniorów młodszych w klasie DN, 1991
- 1. miejsce mistrzostwa Polski juniorów młodszych w klasie DN, 1990